# Boschi e Lanca di Comazzo
Boschi e Lanca di Comazzo este o arie protejată (arie specială de conservare — SAC, sit de importanță comunitară — SCI) din Italia întinsă pe o suprafață de 266 ha, integral pe uscat.

## Localizare
Centrul sitului Boschi e Lanca di Comazzo este situat la coordonatele 45°26′10″N 9°28′23″E / 45.436111°N 9.473056°E.

## Înființare
Situl Boschi e Lanca di Comazzo a fost declarat sit de importanță comunitară în iunie 1995 pentru a proteja 69 de specii de animale. Situl a fost protejat și ca arie specială de conservare în iulie 2016.

## Biodiversitate
Situată în ecoregiunea continentală, aria protejată conține 3 habitate naturale: Cursuri de apă de la nivel de câmpie la nivel montan, cu vegetație Ranunculion fluitantis și Callitricho-Batrachion, Păduri mixte riverane de Quercus robur, Ulmus laevis și Ulmus minor, Fraxinus excelsior sau Fraxinus angustifolia, de-a lungul marilor râuri (Ulmenion minoris), Păduri aluvionare cu Alnus glutinosa și Fraxinus excelsior (Alno-Padion, Alnion incanae, Salicion albae).
La baza desemnării sitului se află mai multe specii protejate:
- păsări (56): lăcar-de-mlaștină (Acrocephalus palustris), lăcar-de-lac (Acrocephalus scirpaceus), fluierar de munte (Actitis hypoleucos), pițigoi codat (Aegithalos caudatus), pescăruș albastru (Alcedo atthis), rață pitică (Anas crecca), rață mare (Anas platyrhynchos), lăstunul mare (Apus apus), stârc cenușiu (Ardea cinerea), ciuf-de-pădure (Asio otus), cucuvea (Athene noctua), șorecarul comun (Buteo buteo), sticlete (Carduelis carduelis), Cettia cetti,  prundaș gulerat mic (Charadrius dubius), florinte (Chloris chloris), porumbel gulerat (Columba palumbus), cioară neagră (Corvus corone), cuc (Cuculus canorus), pițigoi albastru (Cyanistes caeruleus), lebădă de vară (Cygnus olor), lăstun de casă (Delichon urbicum), ciocănitoare pestriță mare (Dendrocopos major), egretă mică (Egretta garzetta), măcăleandru (Erithacus rubecula), șoimul rândunelelor (Falco subbuteo), cinteză (Fringilla coelebs), lișiță (Fulica atra), găinușă de baltă (Gallinula chloropus), rândunică (Hirundo rustica), capîntortură (Jynx torquilla), pescăruș argintiu (Larus cachinnans), pescăruș râzător (Larus ridibundus), privighetoare (Luscinia megarhynchos), stârc de noapte (Nycticorax nycticorax), grangur (Oriolus oriolus), vultur pescar (Pandion haliaetus), pițigoi mare (Parus major), vrabie (Passer domesticus), vrabie de câmp (Passer montanus), viespar (Pernis apivorus), cormoran mare (Phalacrocorax carbo), pitulice de munte (Phylloscopus collybita), ciocănitoarea verde (Picus viridis), corcodel mare (Podiceps cristatus), cristei de baltă (Rallus aquaticus), pițigoi-pungar (Remiz pendulinus), cănăraș (Serinus serinus), guguștiuc (Streptopelia decaocto), turturică (Streptopelia turtur), huhurez mic (Strix aluco), silvie cu cap negru (Sylvia atricapilla), corcodel mic (Tachybaptus ruficollis), pănțărușul (Troglodytes troglodytes), mierlă (Turdus merula), strigă (Tyto alba)
- amfibieni (1): Rana latastei
- nevertebrate (2): fluturele purpuriu (Lycaena dispar), Oxygastra curtisii
- pești (10): sturion de adriatica (Acipenser naccarii), Barbus plebejus, Chondrostoma soetta, Cobitis bilineata, zglăvoacă (Cottus gobio), Lethenteron zanandreai, Protochondrostoma genei, Rutilus pigus, Salmo marmoratus, Telestes muticellus

Pe lângă speciile protejate, pe teritoriul sitului au mai fost identificate 7 specii de plante, 4 specii de amfibieni, 9 specii de mamifere, 6 specii de pești, 5 specii de reptile.